# Jevgenijus Šuklinas
Jevgenijus Šuklinas ou Jevgenij Shuklin (em russo:  Евгений Шуклин; Glazov, 23 de novembro de 1985) é um canoísta de velocidade lituano, nascido na Rússia.

## Carreira
Originalmente ganhou a medalha de prata no C-1 200 m em Londres 2012. Porém foi desclassificado em 12 de junho de 2019 após testar positivo retroativamente para turinabol oral, considerada dopante.